# Andriy Dechtchytsia
Andriy Bohdanovytch Dechtchytsia (en ukrainien : Андрій Богданович Дещиця), né le 22 septembre 1965 à dans l'oblast de Lviv, est un diplomate et une personnalité politique ukrainienne. De février à juin 2014, il est ministre des Affaires étrangères dans le gouvernement Iatseniouk I.

## Carrière politique
Andriy Dechtchytsia naît dans l'oblast de Lviv, en Ukraine occidentale. Il est diplômé en sciences humaines de Université Ivan-Franko (1989) et en sciences politiques de l'université de l'Alberta (1995).
Après ses études, il occupe à partir de 1996 différents postes dans les services diplomatiques de son pays, y compris ceux d'ambassadeur d'Ukraine en Pologne et en Finlande. De août 2006 à décembre 2007, il est porte-parole du ministère des Affaires étrangères, puis il devient ambassadeur extraordinaire et plénipotentiaire en Finlande (à partir de 2007) et en Islande (à partir de 2008), postes qu'il occupe jusqu'au 9 octobre 2012. Il travaille ensuite en tant que représentant spécial du chef de l'OSCE pour la gestion des conflits.
Durant les manifestations Euromaïdan de 2013-2014, il est l'un des premiers diplomates ukrainiens à soutenir les manifestants sur la place de l'Indépendance. Après la chute du gouvernement de Mykola Azarov, il est nommé ministre des Affaires étrangères du gouvernement Iatseniouk I. Le 27 février, sa candidature est confirmée par la Verkhovna Rada, le parlement ukrainien.
Le samedi 14 juin 2014, son apparition pour haranguer la foule devant l'ambassade de Russie à Kiev en reprenant le slogan « Poutine est une bite ! » fait le tour des réseaux sociaux et lui vaut d'être réprimandé par les États-Unis eux-mêmes. Sergueï Lavrov, ministre russe des Affaires étrangères, déclare qu'il n'est qu'une simple courroie de transmission des ordres américains, tandis que le représentant de la Russie aux Nations unies, Vitali Tchourkine, déclare qu'« il n'existe pas » pour Moscou. Le 18 juin, le président Petro Porochenko propose finalement son limogeage : il est remplacé au poste de ministre des Affaires étrangères par Pavlo Klimkine.